# Eleições municipais de Curitiba em 1958
A eleição municipal de Curitiba em 1958 foi realizada no dia 3 de outubro daquele ano. Seguindo o calendário eleitoral da época, nesta eleição foi eleito somente o executivo, sendo que o legislativo seria eleito no ano seguinte, em 4 de outubro de 1959.

## Candidatos
|  | Nº | Candidato(a) a prefeito | Candidato(a) a prefeito                                            | Candidato(a) a vice-prefeito | Candidato(a) a vice-prefeito | Coligação                                                                       |
|  | -- | ----------------------- | ------------------------------------------------------------------ | ---------------------------- | ---------------------------- | ------------------------------------------------------------------------------- |
|  | —  |                         | Iberê de Mattos (PTB) Iberê de Mattos                              | —                            | —                            | Sem coligação - Partido Trabalhista Brasileiro (PTB)                            |
|  | —  |                         | João Pereira de Macedo (PRT) João Pereira de Macedo                | —                            | —                            | Sem coligação - Partido Republicano Trabalhista (PRT)                           |
|  | —  |                         | Felipe Aristides Simão (PL) Felipe Aristides Simão                 | —                            | —                            | Sem nome - Partido Libertador (PL) - Partido Democrata Cristão (PDC)            |
|  | —  |                         | Luiz Carlos Pereira Tourinho (PSP) Luiz Carlos Pereira Tourinho    | —                            | —                            | Sem nome - Partido Social Progressista (PSP) - União Democrática Nacional (UDN) |
|  | —  |                         | Wallace Tadeu de Mello e Silva (PSD) Wallace Tadeu de Melo e Silva | —                            | —                            | Sem nome - Partido Social Democrático (PSD) - Partido Social Trabalhista (PST)  |

## Resultado da eleição
| Turno único 3 de outubro de 1958     | Turno único 3 de outubro de 1958 | Turno único 3 de outubro de 1958 | Turno único 3 de outubro de 1958 |
| Candidato(a)                         | Vice                             | Votação                          | Votação                          |
| Candidato(a)                         | Vice                             | Total                            | Porcentagem                      |
| ------------------------------------ | -------------------------------- | -------------------------------- | -------------------------------- |
| Iberê de Mattos (PTB)                | —                                | 32.313                           | 34,82%                           |
| Felipe Aristides Simão (PL)          | —                                | 26.691                           | 28,76%                           |
| Luiz Carlos Pereira Tourinho (PSP)   | —                                | 16.690                           | 17,98%                           |
| Wallace Tadeu de Mello e Silva (PSD) | —                                | 11.554                           | 12,45%                           |
| João Pereira de Macedo (PRT)         | —                                | 2.435                            | 2,62%                            |
| Total de votos válidos               | Total de votos válidos           | 89.683                           | 100,00%                          |
| Votos apurados                       |                                  |                                  |                                  |
| Votos válidos                        | Votos válidos                    | 89.683                           | 92,52%                           |
| Votos em branco                      | Votos em branco                  | 3.124                            | 3,37%                            |
| Votos nulos                          | Votos nulos                      | 4.126                            | 4,26%                            |
| Total de votos apurados              | Total de votos apurados          | 96.933                           | 100,00%                          |
| Eleitores                            |                                  |                                  |                                  |
| Comparecimento                       | Comparecimento                   | 96.933                           | 93,01%                           |
| Abstenções                           | Abstenções                       | 7.280                            | 6,98%                            |
| Total de eleitores                   | Total de eleitores               | 104.213                          | 100,00%                          |